# Círculo de Kutiala
Kutiala es una subdivisión administrativa (cercle o círculo) de la región de Sikasso, en Malí. En abril de 2009 tenía una población censada de 580 453 habitantes y estaba formada por las siguientes comunas o municipios, que se muestran igualmente con población de abril de 2009:
- Diédougou 5,517
- Diouradougou Kafo 9,251
- Fagui 10,949
- Fakolo11,254
- Gouadji Kao 10,714
- Goudié Sougouna 13,428
- Kafo Faboli14,206
- Kapala 8,293
- Karagouana Mallé 7,359
- Kolonigué 22,960
- Konigué 16,117
- Konina 13,856
- Konséguéla 30,084
- Koromo 9,367
- Kouniana 4,645
- Koutiala 141,444
- Logouana 8,401
- Miéna 13,034
- M'Pessoba 35,331
- Nafanga 8,794
- Nampé 4,826
- N'Golonianasso 19,802
- N'Goutjina 19,575
- Niantaga 6,203
- N'Tossoni 6,742
- Sincina 19,046
- Sinkolo12,415
- Songo-Doubacoré 14,760
- Songoua 6,199
- Sorobasso 5,716
- Tao 5,947
- Yognogo 4,768
- Zanfigué 15,239
- Zangasso 19,496
- Zanina 7,425
- Zébala 17,290[1]